# جزيرة شقر
جزيرة شَقْر مدينة إسبانية في شرق الأندلس، وهي ليست جزيرة في البحر، وإنما هي بلدة بين شاطبة وبلنسية قيل لها جزيرة لإحاطة الماء بها. حكمها المسلمون قرونا عديدة، حيث ذكرها أحمد المقري التلمساني  بأنها من أعمال بلنسية. تُسمى الآن باسم «ألزيرة» (بالإسبانية: Alcira)‏ وهو مسمى محرف عن الجزيرة. يبلغ عدد سكانها الآن حوالي 45000 نسمة.

## توأمة
لجزيرة شقر اتفاقيات توأمة مع كل من:
- كورباي إيسون
- أندة
- Carlet [الإنجليزية]‏

## أعلامها
من أعلامها:
- الفقيه الإمام الحافظ محمد بن سابق الصقلي.

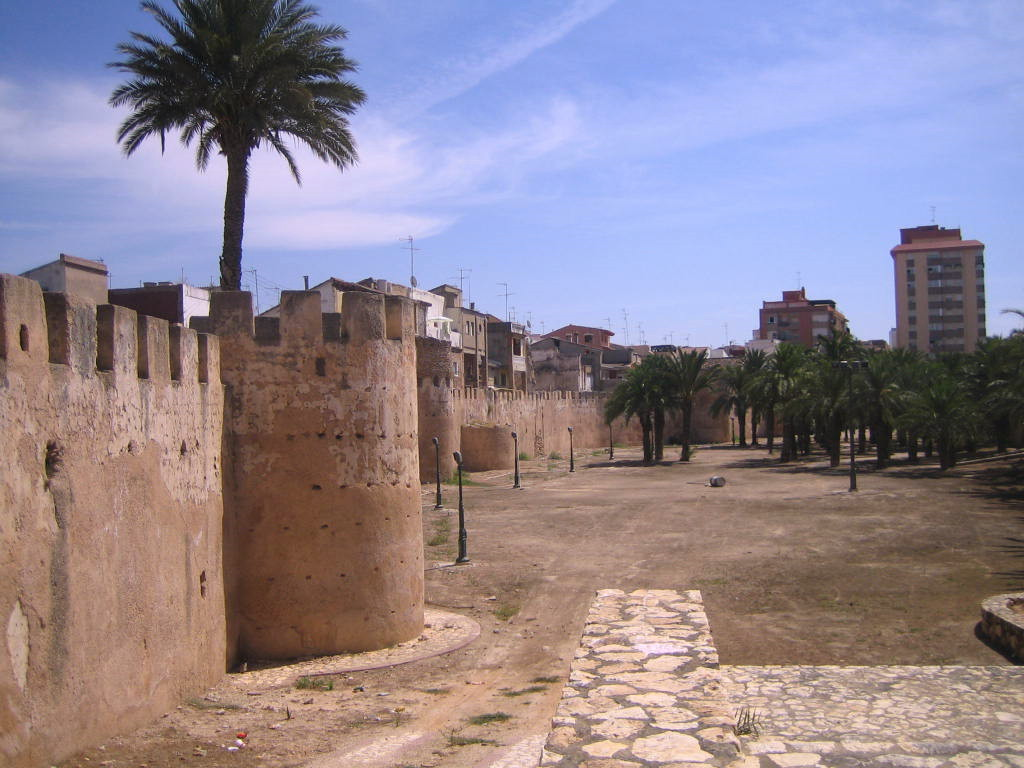
جزء من أسوار جزيرة شَقْر الأندلسية القديمة

- الشاعر الأندلسي المجيد ابن خفاجة.

## أعلام
- ابن خفاجة
- كيكي تورتوسا
- جوسيب مارتينيز
- راؤول ألبينتوسا
- خوان جاي كولومر
- خايمي الأول ملك أراغون